# Polycentropus holzenthali
Polycentropus holzenthali är en nattsländeart som beskrevs av Bueno-soria och Hamilton 1986. Polycentropus holzenthali ingår i släktet Polycentropus och familjen fångstnätnattsländor. Inga underarter finns listade i Catalogue of Life.